# Beverly Hills (Teksas)
Beverly Hills – miasto w Stanach Zjednoczonych, w stanie Teksas, w hrabstwie McLennan.